# Limay (Frankrijk)
Limay is een Franse gemeente in het departement Yvelines. Limay ligt aan de Seine tegenover Mantes-la-Jolie. Op 1 januari 2022 telde Limay 17.584 inwoners.
De oude brug van Limay over de Seine is er bezienswaardig. Er liggen tussen Limay en Mantes-la-Jolie twee langgerekte eilanden in de Seine: het Île aux Dames en het Île l'Aumône. De brug ligt tussen Limay en het Île aux Dames. De brug kan niet meer worden overgestoken, omdat de bogen in het midden zijn weggehaald. Er liggen twee nieuwere bruggen die Limay en Mantes-la-Jolie wel met elkaar verbinden.
Station Limay wordt behalve door de treinen van de SNCF door Transilien lijn J tussen Paris Saint-Lazare en Mantes-la-Jolie aangedaan.

## Kaart
De onderstaande kaart toont de ligging van Limay (Frankrijk) met de belangrijkste infrastructuur en aangrenzende gemeenten.

## Demografie
Onderstaande figuur toont het verloop van het inwonertal,  bron: INSEE-tellingen. 

## Overleden
- Ernest Chausson (1855-1899), componist en advocaat

## Websites
- (fr)  Statistische informatie op de website van INSEE